# Black Panties
Black Panties è un album discografico in studio del cantante statunitense R. Kelly, pubblicato nel 2013.

## Tracce
1. Legs Shakin' (featuring Ludacris) – 4:26
2. Cookie – 3:45
3. Throw This Money on You – 3:40
4. Prelude – 3:11
5. Marry the Pussy – 4:14
6. You Deserve Better – 3:51
7. Genius – 3:59
8. All the Way (featuring Kelly Rowland) – 3:49
9. My Story (featuring 2 Chainz) – 4:26
10. Right Back – 3:26
11. Spend That (featuring Young Jeezy) – 3:42
12. Crazy Sex – 2:37
13. Shut Up – 4:03